# Mastixis albilimbata
Mastixis albilimbata là một loài bướm đêm trong họ Noctuidae.